# Rick Martel
Richard Vigneault (Cidade de Quebec, 18 de março de 1956) é um ex-lutador de wrestling profissional canadense, mais conhecido pelas suas aparições na World Wrestling Federation (WWF) entre 1980 e 1995 sob o nome no ringue Rick "The Model" Martel.

## Titulos e prêmios
- American Wrestling Association
  - AWA World Heavyweight Championship (1 vez)[3]

- Georgia Championship Wrestling
  - NWA Georgia Tag Team Championship (1 vez) – com Tommy Rich[4]

- Lutte Internationale (Montreal)
  - Canadian International Heavyweight Championship (1 vez)[5]

- NWA All-Star Wrestling
  - NWA Canadian Tag Team Championship (Vancouver version) (1 vez) – com Roddy Piper[6]

- NWA Mid-Pacific Promotions
  - NWA North American Heavyweight Championship (Hawaii version) (1 vez)[7]

- NWA New Zealand
  - NWA British Commonwealth Heavyweight Championship (New Zealand version) (3 vezes)[8]

- Pacific Northwest Wrestling
  - NWA Pacific Northwest Heavyweight Championship (1 vez)[9]
  - NWA Pacific Northwest Tag Team Championship (3 vezes) – com Roddy Piper[10]

- Stampede Wrestling
  - Stampede International Tag Team Championship (1 vez) – com Lennie Hurst[11]

- World Championship Wrestling
  - WCW World Television Championship (1 vez)[12]

- World Championship Wrestling (Australia)
  - NWA Austra-Asian Tag Team Championship (1 vez) – com Larry O'Dea[13]

- World Wrestling Council
  - WWC North American Tag Team Championship (1 vez) – com Pierre Martel[14]

- World Wrestling Federation
  - WWF Tag Team Championship (3 vezes) – com Tony Garea (2), e Tito Santana (1)[15]